# FISU 세계 대학 선수권 대회
FISU 세계 대학 선수권 대회(FISU World University Championships)는 국제 대학 스포츠 연맹이 주관하는 대학 선수권 대회이다. 2년(짝수년) 주기로 개체된다.